# Miroslav Brýdl
Miroslav Brýdl (* 5. června 1941 Pardubice) je bývalý český politik. V letech 1990–2002 působil jako první porevoluční starosta Litomyšle.

## Osobní život
V roce 1964 vystudoval nejprve Ekonomickou fakultu Vysoké školy zemědělské v Praze a o čtyři roky později také Fakultu řízení na Vysoké škole ekonomické. Poté pracoval jako ekonom v litomyšlském středisku podniku Potravinoprojekt Praha.
Miroslav Brýdl má tři děti. Jeho syn Daniel Brýdl zastává od roku 2018 funkci starosty Litomyšle. Jeho bratrem je bývalý svitavský starosta a senátor za okres Svitavy Jiří Brýdl. V listopadu roku 2022 vyšla jeho biografická kniha s názvem Nezouvat, prosím, na které se spolu s ním podílel i litomyšlský historik Martin Boštík.

## Politické působení
Aktivně se zapojil do listopadového dění v roce 1989 v Litomyšli a podílel se na založení mistního Občanského fóra. Krátce před 17. listopadem se setkal v Praze s lidmi připravujícími obnovením sociální demokracie a angažoval se při obnově této strany. 8. února 1990 se stal místopředsedou ONV ve Svitavách.  V roce 1990 se stal Miroslav Brýdl po listopadových komunálních volbách, kdy byl ještě jako člen ČSSD zvolený do litomyšlského zastupitelstva na kandidátce OF, poprvé starostou Litomyšle. V roce 1994 kandidoval a byl zvolený jako člen ODS. S občanskými demokraty se však Brýdl rozešel po událostech na konci roku 1997, které souvisely s nejasnostmi kolem financování ODS a vedly k pádu vlády Václava Klause. Na počátku následujícího roku se Brýdl spolupodílel na založení Unie svobody. Tato strana byla s jeho přispěním založená 17. ledna roku 1998 právě v Litomyšli, kam Brýdl pozval protiklausovsky orientovanou frakci v rámci ODS na její první a zároveň poslední setkání.
Ve funkci starosty zůstal až do roku 2002. V městské zastupitelstvu ale zůstal i po odchodu z funkce starosty. Do roku 2010 byl litomyšlským radním. Je mu přičítána zásluha na tom, že byl litomyšlský zámecký areál zapsaný na seznam památek UNESCO. A obecně zásluhy za rozkvět města po roce 1989.
Působil také v krajské politice, a to v letech 2000–2008 pozici náměstka hejtmana Pardubického kraje a krajského radního pro kulturu.